# Liste der Fahnenträger der gambischen Mannschaften bei Olympischen Spielen
Die Liste der Fahnenträger der gambischen Mannschaften bei Olympischen Spielen listet chronologisch alle Fahnenträger gambischer Mannschaften bei den Eröffnungs- (EF) und Abschlussfeiern (AF) Olympischer Spiele auf.

## Liste der Fahnenträger
| Mannschaft             | Veranstaltung | Fahnenträger (EF)   | Fahnenträger (AF)   |
| ---------------------- | ------------- | ------------------- | ------------------- |
| 1984 in Los Angeles    | Sommerspiele  | Sheikh Omar Fye     |                     |
| 1988 in Seoul          | Sommerspiele  | Dawda Jallow        |                     |
| 1992 in Barcelona      | Sommerspiele  | Dawda Jallow        |                     |
| 1996 in Atlanta        | Sommerspiele  | Dawda Jallow        |                     |
| 2000 in Sydney         | Sommerspiele  | Adama Njie          |                     |
| 2004 in Athen          | Sommerspiele  | Jaysuma Saidy Ndure | Jaysuma Saidy Ndure |
| 2008 in Peking         | Sommerspiele  | Badou Jack          | Badou Jack          |
| 2012 in London         | Sommerspiele  | Suwaibou Sanneh     | Suwaibou Sanneh     |
| 2016 in Rio de Janeiro | Sommerspiele  | Gina Bass           | Gina Bass           |
| 2020 in Tokio          | Sommerspiele  | Gina Bass           | Ebrima Camara       |
| 2020 in Tokio          | Sommerspiele  | Ebrima Camara       | Ebrima Camara       |
| 2024 in Paris          | Sommerspiele  | Gina Bass Bittaye   | Gina Bass Bittaye   |
| 2024 in Paris          | Sommerspiele  | Faye Njie           | Alasan Ann          |

Anmerkung: (EF) = Eröffnungsfeier, (AF) = Abschlussfeier

## Statistik
| Rang    | Sportart       | EF | AF | ∑  |
| ------- | -------------- | -- | -- | -- |
| 1       | Leichtathletik | 11 | 5  | 16 |
| 2       | Boxen          | 1  | 1  | 2  |
| 3       | Judo           | 1  |    | 1  |
| 3       | Taekwondo      |    | 1  | 1  |
| Gesamt: | Gesamt:        | 13 | 7  | 20 |

| Rang                   | Sportart | EF | AF | ∑ |
| ---------------------- | -------- | -- | -- | - |
| bisher keine Teilnahme |          |    |    |   |
| Gesamt:                | Gesamt:  | 0  | 0  | 0 |

| Rang    | Sportart       | EF | AF | ∑  |
| ------- | -------------- | -- | -- | -- |
| 1       | Leichtathletik | 11 | 5  | 16 |
| 2       | Boxen          | 1  | 1  | 2  |
| 3       | Judo           | 1  |    | 1  |
| 3       | Taekwondo      |    | 1  | 1  |
| Gesamt: | Gesamt:        | 13 | 7  | 20 |